# Навчально-виховне об'єднання Кропивницького № 6
Навчально-виховне об'єднання Кропивницького № 6 (НВО № 6) — освітній заклад міста Кропивницький з поглибленим вивченням англійської та французької мов. Викладання здійснюється українською мовою.

## Історія
Десятого жовтня 1860 року в місті Елисаветграді відбулося відкриття двокласного жіночого училища другого розряду.
Дев'ятого вересня 1870 року жіноче училище було перейменоване в загальну жіночу гімназію в складі шести класів і переведено в дім на вулиці Великій Перспективній, кут Нижнє-Донської (нині Тараса Карпи. Раніше цей будинок належав генералу Екельну.
В 1884 році в гімназії було відкрито сьомий клас.
В 1881 році при гімназії було відкрито восьмий педагогічний клас.
По 1888 рік, тобто за 18 років існування гімназії, всього закінчило курс 7 класу 388 учениць, а курс 8 класу 204 учениці, з них 37 з званням домашніх наставниць.
В 1899 році загальна жіноча гімназія була переведена в іншу будівлю, а в цьому будинку було відкрито шестикласне міське училище.
В 1901 році при училищі відкрито однорічні педагогічні курси, які в 1910 році були переведені в дворічні.
Шестикласне міське училище в 1913 році перетворилося в чотирикласне вище навчальне училище.
В 1918–1919 навчальному році в училищі навчалося 258 хлопців.

Так виглядала школа в 20-х роках ХХ століття

В 1920 році була відкрита семирічна школа № 6.
В 1926 році школі № 6 було надано статус середньої школи. Першим директором школи став Феоктистов А. П.
В 1936 році школа урочисто відмітила перший випуск десятикласників.

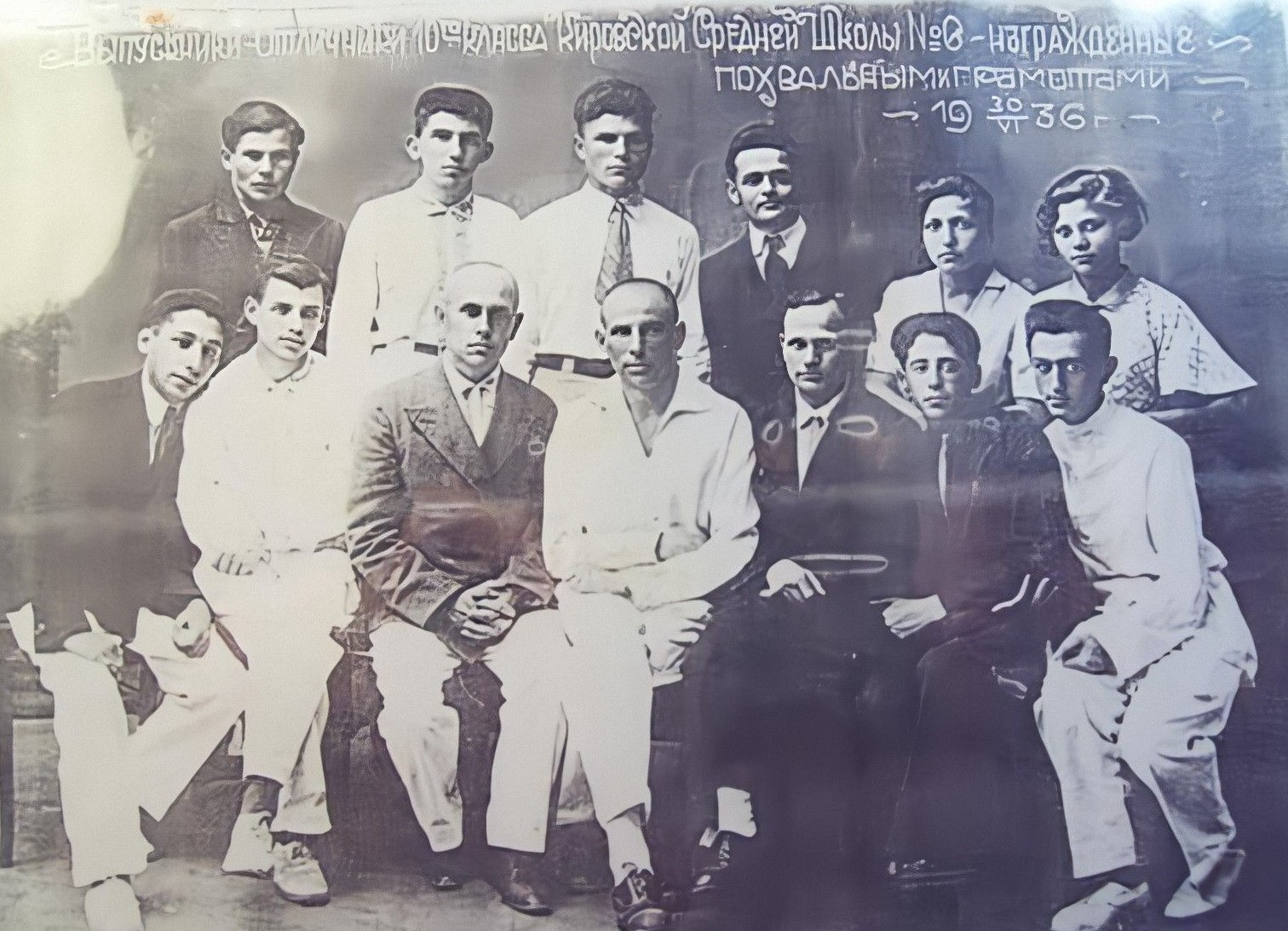
Перший випуск десятикласників школи № 6 м. Кірове. Відмінники навчання.

30 учнів отримали атестати, 9 з них отримали похвальні грамоти і атестати з особливою відміткою «Має право вступу у Вищі Навчальні Заклади без іспитів».
В 1944 році після звільнення від міста були відновлені три початкові школи, 14 неповних середніх шкіл і 8 середніх, в тому числі і школа № 6.
У 1965 році почалася добудова школи № 6, і цього ж року було закладено перший камінь шкільної будівлі. А згодом побудовано і 1-й поверх.
Директорами школи № 6 в післявоєнний період були: Кравченко А. А., Борисович К. А., Ерьомін П. Д., Рябчун А. Л., Антоненко Г. І., Чеховський В. О. Кравченко Н. С.

## Загальна інформація
Школа спеціалізується на вивченні іноземних мов, серед яких англійська, французька.

Учні школи є призерами міських, обласних, республіканських олімпіад.
У складі школи успішно функціонує центр естетичного виховання «Натхнення».
На базі центру функціонують гуртки:
- Євроклуб
- хореографічний гурток
- вокал
- гурток декоративно-прикладного мистецтва.

Також в школі працює своя їдальня. Школа має закритий спортивний зал, спортивний інвентар якого складається з: брусів; турніків; баскетбольних, футбольних, волейбольних м'ячів; штанги; гир; скакалок; шведської стінки; матів і тд.

У школі проходять концерти, конкурси і змагання. Плюс в тому, що кожна дитина може показати свої таланти і відкритися публіці.

## Педагогічний колектив
В школі працює 82 педагогічних працівники, серед яких є 1 Заслужений вчитель України.

## Традиції школи
Торік у школі вперше провели конкурс «Найталановитіший» і тепер цей конкурс проводитиметься щорічно. У ньому можуть брати участь учні 5-11 класів.

## Відомі педагоги
- Хмура Олександр Олексійович — український педагог, публіцист.

## Відомі учні
- Цесарська Емма Володимирівна — радянська і російська актриса. Заслужена артистка РРФСР.
- Богданович Андрій Ростиславович — заслужений журналіст України, лауреат премії «Телетріумфу-2018»
- Семен Леонідович Равський — художник-пейзажист, член Національної спілки художників України [2]